# Heterocrossa eriphylla
Heterocrossa eriphylla är en fjärilsart som beskrevs av Edward Meyrick 1888d. Heterocrossa eriphylla ingår i släktet Heterocrossa och familjen Carposinidae. Inga underarter finns listade i Catalogue of Life.